# پاک یونگ-هو
پاک یونگ-هو (انگلیسی: Pak Yong-ho؛ زادهٔ ۲۹ مهٔ ۱۹۷۴) بازیکن فوتبال اهل کره جنوبی است.
از باشگاه‌هایی که در آن بازی کرده‌است می‌توان به باشگاه فوتبال ساگان توسو اشاره کرد.